# Is There Love in Space?
| Recensione | Giudizio |
| ---------- | -------- |
| AllMusic   |          |

Is There Love in Space? è il decimo album studio del chitarrista statunitense Joe Satriani, pubblicato nel 2004.
Contiene uno tra i pezzi meglio noti del chitarrista, If I Could Fly, divenuta particolarmente nota perché secondo lo stesso Satriani sarebbe stata plagiata dai Coldplay nel brano Viva la vida, arrivando a citarli in giudizio nel 2008.

## Tracce
Testi e musiche di Joe Satriani.
1. Gnaahh – 3:33
2. Up in Flames – 4:33
3. Hands in the Air – 4:27
4. Lifestyle – 4:34
5. Is There Love in Space? – 4:50
6. If I Could Fly – 6:31
7. Souls of Distortion – 4:58
8. Just Look Up – 4:50
9. I Like the Rain – 4:00
10. Searching – 10:07
11. Bamboo – 5:45

iTunes bonus track
1. Tumble – 3:44

Japanese bonus track
1. Dog with Crown & Earring – 4:43

## Formazione
- Joe Satriani - voce, chitarra, basso, tastiera, armonica a bocca
- Matt Bissonette - basso
- Jeff Campitelli - batteria, percussioni